# Сухота
Сухота (укр. Сухота) — село в Бродовской городской общине Золочевского района Львовской области Украины.
Население по переписи 2001 года составляло 144 человека. Занимает площадь 0,616 км². Почтовый индекс — 80644. Телефонный код — 3266.